# 王方慶
王 方慶（おう ほうけい、生年不詳 - 702年）は、唐代の官僚・政治家・学者。名は綝で、方慶は字であり、字をもって通称された。本貫は雍州咸陽県。

## 経歴
荊王友の王弘直の子として生まれた。16歳で越王府参軍を初任とした。記室の任希古に『史記』・『漢書』を学んだ。永淳2年（683年）、太僕寺少卿に累進した。武則天が臨朝称制すると、方慶は広州都督に任じられた。広州の地は南海の沿岸にあって、毎年崑崙人が船舶に乗ってやってきて珍物を中国と交易していた。以前の広州都督の路元睿は崑崙人の財産を奪おうとして、崑崙人に殺害されていた。方慶は在任して数年となったが、わずかばかりもその財産を侵犯することはなかった。また管内の諸州の首領たちは、貪欲放縦な者が多く、民衆には府を訪れて冤罪を訴える者がいたが、府官たちは首領たちとの交際を優先して、取り調べることはなかった。方慶は府僚と首領たちとの交際を絶たせ、首領の横暴な者を全て逮捕して、管内を粛正した。
証聖元年（695年）、方慶は洛陽に召還されて洛州長史に任じられた。ほどなく銀青光禄大夫の位を加えられ、石泉県男に封じられた。万歳通天元年（696年）、并州長史に転じ、琅邪県男に封じられた。赴任しないうちに、鸞台侍郎・同鳳閣鸞台平章事（宰相）に上った。まもなく知政事（宰相）のまま、鳳閣侍郎に転じた。
神功元年（697年）7月、清辺道行軍大総管の建安王武攸宜が契丹を破って凱旋すると、この月のうちに捕虜を宮中に献上しようとした。内史の王及善は将軍の入城にあたって軍楽を演奏するのが通例だが、孝明高皇帝の忌月であるので、軍楽を演奏しないようにと請願した。方慶は『礼記』には忌日があるだけで、忌月というものはないとして、これに反対した。武則天は方慶の意見に従った。武則天が万安山玉泉寺に行幸するにあたって、山道は危険であるとして、腰輿に乗って登ろうとした。方慶はかえって危険であるとしてこれを諫めた。武則天はその言を聞き入れて取りやめた。この年のうちに、方慶は石泉県子に改封された。
武則天は方慶の家に書籍が多いことから、王羲之の書の真筆を求めさせた。方慶は王羲之の書について貞観12年（638年）に太宗が買い求めたため1巻が残るのみであり、王導・王曇首・王献之ら28人の書は10巻あると答えた。武則天は武成殿で群臣に展示し、中書舎人の崔融に命じて『宝章集』に叙述させた。
聖暦元年（698年）、方慶は老病を理由に宰相を退任し、麟台監（秘書監）・修国史に任じられた。聖暦2年（699年）、李顕が皇太子に立てられると、方慶は検校太子左庶子を兼ねた。この年のうちに、正式に太子左庶子に任じられ、石泉県公に封じられた。侍太子読書を兼ねた。
長安2年（702年）5月、方慶は死去した。兗州都督の位を追贈された。諡は貞といった。吏部尚書の位を追贈された。著書に『礼経正義』10巻・『宝章集』10巻・『王氏八体書範』4巻・『王氏工書状』15巻・『南宮故事』12巻・『文貞公事録』1巻・『宮卿旧事』1巻・『尚書考功簿』5巻・『尚書考功状績簿』10巻・『尚書科配簿』5巻・『五省遷除』20巻・『友悌録』15巻・『王氏訓誡』5巻・『王氏列伝』15巻・『王氏尚書伝』5巻・『王氏女記』10巻・『王氏王嬪伝』5巻・『続妬記』5巻・『三品官祔廟礼』2巻・『古今儀集』50巻・『王氏家牒』15巻・『家譜』20巻・『王氏著録』10巻・『九嵕山志』10巻・『諫林』20巻・『神仙後伝』10巻・『続世説新書』10巻・『園庭草木疏』21巻・『王氏神通記』10巻・『新本草』41巻・『王氏神道銘』20巻があった。

## 子女
- 王曒（字は光輔、潞州刺史）[11]
- 王晞（字は光烈、鄜州刺史、石泉県侯）
- 王晦
- 王晊
- 王曄
- 王暟
- 王昕
- 王暐
- 王暉（字は光嗣、李晟の姉妹の夫）
- 王晙（字は光庭、書に巧みで名を知られ、琴や囲碁を得意とし、殿中侍御史となった）[11]

## 伝記資料
- 『旧唐書』巻89 列伝第39
- 『新唐書』巻116 列伝第41